# 無名大師
《匿名的畫作》（芬蘭語：Tuntematon mestari）是一部2019年由克勞斯·海勒導演的芬蘭劇情片。

## 剧情
電影敘述一位名為奧拉維·勞尼歐的年長画商，他正計畫要退休。奧拉維是一位很注重做生意的人，而他無法想像退休後沒有工作的生活。然而藉由一場拍賣會，奧拉維決定開始他最後一筆賣畫的生意，以便賺取他的退休金。

## 外部連結
- 互联网电影数据库（IMDb）上《One Last Deal》的资料（英文）
- 电影资料 （页面存档备份，存于） （文）
- 电影资料 （页面存档备份，存于） （英文）